# Tuti-Brücke
Die Tuti-Brücke ist eine Stahlverbund-Hängebrücke für den Autoverkehr im Sudan.
Sie verbindet Khartum über den Blauen Nil mit der namensgebenden Tuti-Insel. Die Auffahrt auf der Seite von Khartum liegt in der Nähe der Freundschaftshalle.
Die Brücke wurde vom Ministerium für öffentliche Arbeiten des Bundesstaates al-Chartum in Auftrag gegeben. Die Planung und das Design übernahm die Firma Dorman Long Technology. Für die Ausführung wurde die Firma A&A Engineering and Construction beauftragt, die wiederum für die Fundamente die Firma Bauer Spezialtiefbau GmbH beauftragte. Die Bauarbeiten begannen im Jahr 2004 und im März 2009 wurde die Brücke dem Verkehr übergeben. Die Kosten beliefen sich auf 14,2 Millionen US-Dollar.
Die Spannweite der Brücke beträgt 210 Meter. Sie wird von zwei Stahlseilen getragen, die jeweils mit 19 Strängen mit einem Durchmesser von 70 mm mit der Fahrbahn verbunden sind. Die Trägerpylone der zwei Hauptseile befinden sich auf dem Festland und der Insel, da ein Bau im Fluss aufgrund von saisonal starken Strömungen als zu schwierig angesehen wurde.
Seit April 2024 ist die Brücke nach der Besetzung der Insel durch die Rapid Support Forces, einer islamischen, paramilitärischen Gruppe, faktisch gesperrt. Die Überfahrt zum Festland wird von den RSF-Milizen nur gegen Zahlung einer exorbitant hohen Mautgebühr erlaubt.